# Woolam Peak
Woolam Peak är en bergstopp i Antarktis. Den ligger i Västantarktis. Inget land gör anspråk på området. Toppen på Woolam Peak är 2 399 meter över havet. Woolam Peak ingår i Executive Committee Range.
Terrängen runt Woolam Peak är kuperad västerut, men österut är den platt. Trakten är obefolkad. Det finns inga samhällen i närheten. 